# 科赫噴泉

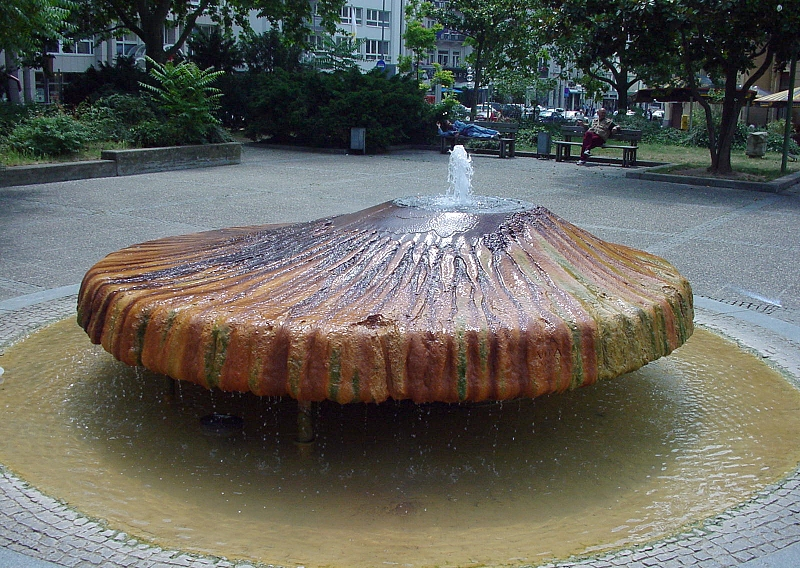
Kochbrunnen

科赫噴泉（德語：Kochbrunnen），是位於德國城市威斯巴登的一座噴泉。這座噴泉內噴出的水是熱水，水中含有氯化鈉，水溫約有66度。
50°05′11″N 8°14′31″E / 50.086331°N 8.241913°E